# Temporada 1953-54 de los Minneapolis Lakers
La temporada 1953-54 fue la sexta de los Minneapolis Lakers en la NBA. La temporada regular acabó con 46 victorias y 26 derrotas, ocupando el primer puesto de la División Oeste, clasificándose para los playoffs en los que ganaron por tercer año consecutivo las finales, derrotando a los Syracuse Nationals.

## Elecciones en elDraft
| Ronda | Puesto | Jugador        | Posición  | Nacionalidad   | Universidad |
| ----- | ------ | -------------- | --------- | -------------- | ----------- |
| 1     | 7      | Jim Fritsche   | Ala-Pívot | Estados Unidos | Hamline*    |
| 2     | 16     | Ron Feiereisel | Base      | Estados Unidos | DePaul      |

## Temporada regular
| División Oeste       | División Oeste | División Oeste | División Oeste | División Oeste | División Oeste | División Oeste | División Oeste | División Oeste |
| Equipo               | G              | P              | %              | PD             | Casa           | Fuera          | Neutral        | Div            |
| -------------------- | -------------- | -------------- | -------------- | -------------- | -------------- | -------------- | -------------- | -------------- |
| x-Minneapolis Lakers | 46             | 26             | .639           | –              | 20–4           | 13–15          | 13–7           | 19–13          |
| x-Rochester Royals   | 44             | 26             | .629           | 2              | 18–10          | 12–15          | 14–3           | 22–10          |
| x-Fort Wayne Pistons | 40             | 32             | .556           | 6              | 19–8           | 11–17          | 10–7           | 17–15          |
| Milwaukee Hawks      | 21             | 51             | .292           | 25             | 11–14          | 5–17           | 6–20           | 6–26           |

## Playoffs

### Liguilla de semifinales de División
| Equipo             | Ganados | Perdidos |
| ------------------ | ------- | -------- |
| Minneapolis Lakers | 3       | 0        |
| Rochester Royals   | 2       | 1        |
| Fort Wayne Pistons | 0       | 4        |

### Finales de División
Minneapolis Lakers - Rochester Royals
| Fecha       | Partido                                    | Ciudad      |
| ----------- | ------------------------------------------ | ----------- |
| 24 de marzo | Minneapolis Lakers 89, Rochester Royals 76 | Minneapolis |
| 27 de marzo | Rochester Royals 74, Minneapolis Lakers 73 | Rochester   |
| 28 de marzo | Minneapolis Lakers 82, Rochester Royals 72 | Minneapolis |
|             | Minneapolis gana las series 2-1            |             |

### Finales de la NBA
Minneapolis Lakers - Syracuse Nationals
| Fecha       | Partido                                      | Ciudad      |
| ----------- | -------------------------------------------- | ----------- |
| 31 de marzo | Minneapolis Lakers 79, Syracuse Nationals 68 | Minneapolis |
| 3 de abril  | Minneapolis Lakers 60, Syracuse Nationals 62 | Minneapolis |
| 4 de abril  | Syracuse Nationals 67, Minneapolis Lakers 81 | Syracuse    |
| 8 de abril  | Syracuse Nationals 80, Minneapolis Lakers 69 | Syracuse    |
| 10 de abril | Syracuse Nationals 73, Minneapolis Lakers 84 | Syracuse    |
| 11 de abril | Minneapolis Lakers 63, Syracuse Nationals 65 | Minneapolis |
| 12 de abril | Minneapolis Lakers 87, Syracuse Nationals 80 | Minneapolis |
|             | Minneapolis gana las finales 4-3             |             |

## Estadísticas
| Rk | Jugador          | Edad | P  | PT | MP   | TC  | TCI  | %TC  | 3P | 3PI | %3P | TL  | TLI | %TL  | RO | RD | RT   | AS  | RB | TAP | BP | FP  | PTS  |
| 1  | George Mikan     | 29   | 72 |    | 32.8 | 6.1 | 16.1 | .380 |    |     |     | 5.9 | 7.6 | .777 |    |    | 14.3 | 2.4 |    |     |    | 3.7 | 18.1 |
| 2  | Jim Pollard      | 31   | 71 |    | 35.0 | 4.6 | 12.4 | .370 |    |     |     | 2.5 | 3.2 | .778 |    |    | 7.0  | 3.0 |    |     |    | 2.3 | 11.7 |
| 3  | Vern Mikkelsen   | 25   | 72 |    | 31.2 | 4.0 | 10.7 | .374 |    |     |     | 3.1 | 4.1 | .742 |    |    | 8.5  | 1.7 |    |     |    | 3.7 | 11.1 |
| 4  | Slater Martin    | 28   | 69 |    | 35.8 | 3.7 | 9.5  | .388 |    |     |     | 2.6 | 3.5 | .724 |    |    | 2.4  | 3.7 |    |     |    | 2.9 | 9.9  |
| 5  | Clyde Lovellette | 24   | 72 |    | 17.4 | 3.3 | 7.8  | .423 |    |     |     | 1.6 | 2.3 | .695 |    |    | 5.8  | 0.7 |    |     |    | 2.9 | 8.2  |
| 6  | Whitey Skoog     | 27   | 71 |    | 26.4 | 3.0 | 7.5  | .400 |    |     |     | 1.0 | 1.4 | .742 |    |    | 3.2  | 2.5 |    |     |    | 3.3 | 7.0  |
| 7  | Pep Saul         | 29   | 71 |    | 25.4 | 2.3 | 6.6  | .347 |    |     |     | 1.8 | 2.4 | .753 |    |    | 2.2  | 2.0 |    |     |    | 2.1 | 6.4  |
| 8  | Dick Schnittker  | 25   | 71 |    | 14.6 | 1.7 | 4.3  | .397 |    |     |     | 1.2 | 1.9 | .652 |    |    | 2.5  | 0.8 |    |     |    | 2.5 | 4.6  |
| 9  | Bob Harrison     | 26   | 40 |    | 15.5 | 1.4 | 4.5  | .298 |    |     |     | 1.2 | 1.8 | .662 |    |    | 1.5  | 1.4 |    |     |    | 2.9 | 3.9  |
| 10 | Jim Holstein     | 23   | 70 |    | 16.5 | 1.3 | 4.1  | .306 |    |     |     | 0.9 | 1.6 | .571 |    |    | 2.9  | 1.1 |    |     |    | 2.0 | 3.4  |
| 11 | Jim Fritsche     | 22   | 2  |    | 4.0  | 0.0 | 1.5  | .000 |    |     |     | 0.5 | 2.0 | .250 |    |    | 0.0  | 0.0 |    |     |    | 0.0 | 0.5  |

## Galardones y récords
| Jugador      | Galardón                    |
| George Mikan | Mejor quinteto de la NBA    |
| Jim Pollard  | 2º Mejor quinteto de la NBA |